# Matzah brei
Il Matzah brei (in Yiddish מצה ברײַ e in Ebraico מצה בריי matzah brei o מצה מטוגנת matzah metugenet, letteralmente, "matzah fritto"), talvolta scritto matzah brie o matzo brei, è un piatto originario della cucina ebraica aschenazita a base di matzah fritto e uova.
Esistono moltissime ricette per realizzare questa specialità della cucina ebraica. Generalmente il matzah secco viene spezzato in più parti da ammorbidire con dell'acqua o del latte. Successivamente, i pezzi di matzah bagnati vengono uniti con delle uova e fritti. Si può conferire al piatto la forma di un tortino, rendendolo simile ad una frittata, o sminuzzare il composto e cucinarlo come delle uova strapazzate. Il piatto si può realizzare sia in una variante salata che dolce e può essere gustato, come fosse un'omelette, con altri alimenti. Inoltre, può essere condito con delle salse, quali salsa di mele, salsa o confettura di frutta. È ulteriormente possibile gustarlo addolcito con zucchero, sciroppo o gelatina. Si ritiene opportuno ricordare che, in conformità con le norme dietetiche ebraiche, qualora il matzah brei venga preparato con qualsiasi prodotto lattiero-caseario (ad esempio il burro), esso non debba essere mangiato con della carne, né debba contenere o venire consumato con dei latticini se cucinato con lo schmaltz.
Il Matzah brei viene comunemente mangiato a colazione durante la Pesach, in quanto, nel giorno della Pasqua ebraica, è consentito mangiare solo il pane non lievitato. Tuttavia, alcuni ebrei non sono soliti consumare il matzah brei durante la Pesach perché non mangiano gebrochts, ovvero il matzo "contaminato" dall'acqua.